# Aphanosperma occidentalis
Aphanosperma occidentalis är en skalbaggsart som beskrevs av Britton 1969. Aphanosperma occidentalis ingår i släktet Aphanosperma och familjen långhorningar. Inga underarter finns listade i Catalogue of Life.